# Leon Camier
Leon Camier (Ashford, Kent, Inglaterra, 4 de agosto de 1986) es un piloto británico de mototiciclismo. Él fue campeón británico de Supersport en 2005 y campeón británico de superbikes en 2009. 2010 fue su primera temporada completa en el Campeonato Mundial de Superbikes. Actualmente compite para el equipo MV Agusta Reparto Corse en el Campeonato Mundial de Superbikes, a bordo de una MV Agusta F4.

## Biografía

### Comienzos
Después de comenzar su carrera en Grasstrack a los 6 años y ganar cinco campeonatos británicos, Camier se convirtió en campeón británico júnior de 80cc en 1998. Él ganó el título británico de 125 cc en 2001 y la Corona británica de Supersport en 2005. En este período construyó una relación de trabajo con Honda que incluyó la disputa de las 8 Horas de Suzuka en 2005 a la edad de 18 años (inusualmente joven para un piloto no japonés).

### Campeonato Británico de Superbikes
2007 fue su primera temporada en el Campeonato de Superbike británico en un Bike Animal Honda. Dirigió los primeros rincones de su primera carrera y estuvo en el podio en las tres primeras carreras. Un accidente en la carrera 6 en Silverstone y dos octavos lugares en Oulton Park dañó su impulso sin embargo. En Snetterton, una falla de la moto en la calificación lo vio comenzar el 29.º pero él se movió hasta el sexto en ambas razas en medio de la dominación de Honda. Su temporada terminó con un gran accidente en Cadwell Park causando un fémur izquierdo roto y la pelvis derecha
Para el 2008 se unió al equipo GSE Racing Airwaves Ducati junto al excampeón Shane 'Shaky' Byrne. Terminó quinto en la general, con sus primeras tres victorias.

### Campeonato Mundial de Superbikes
Después de ganar el título, Camier fue invitado para ensamblar la escuadrilla de Aprilia en el campeonato del mundo del Superbike para las dos carreras pasadas de la estación, substituyendo Shinya Nakano dañado. Su primera reunión en Magny-Cours lo vio calificar 16.º mejorando para fijar el cuarto tiempo más rápido del calentamiento. Desafortunadamente, dos problemas técnicos significaron que él no tomó puntos. Sin embargo, en la última reunión de la temporada en Portimao, Camier terminó 6.º y 7.º.

## Estadísticas

### Campeonato Británico de Supersport

#### Carreras Por Año
| Año  | Categoría | Moto  | 1   | 2   | 3   | 4   | 5   | 6   | 7    | 8   | 9   | 10  | 11  | 12  | 13   | Pos | Pts | Ref   |
| ---- | --------- | ----- | --- | --- | --- | --- | --- | --- | ---- | --- | --- | --- | --- | --- | ---- | --- | --- | ----- |
| 2004 | BSS       | Honda | SIL | BHI | SNE | OUL | MON | SNE | BHGP | KNO | MAL | CRO | CAD | OUL | DON  | 7.º | 99  | [ 4 ] |
| 2004 | BSS       | Honda | 5   | Ret | Ret | 6   | 8   | 2   | Ret  |     | 3   | 2   | Ret | 4   | 15   | 7.º | 99  | [ 4 ] |
| 2005 | BSS       | Honda | BHI | THR | MAL | OUL | MON | CRO | KNO  | SNE | SIL | CAD | OUL | DON | BHGP | 1.º | 202 | [ 5 ] |
| 2005 | BSS       | Honda | 4   | 1   | 1   | Ret | Ret | 2   | 1    | 1   | 4   | 3   | 2   | 7   | 5    | 1.º | 202 | [ 5 ] |
| 2006 | BSS       | Honda | BHI | DON | THR | OUL | MON | MAL | SNE  | KNO | OUL | CRO | CAD | SIL | BHGP | 4.º | 112 | [ 6 ] |
| 2006 | BSS       | Honda | 5   | Ret | 4   | Ret | Can | 2   | 6    | Ret | 3   | 3   | 4   | Ret | 4    | 4.º | 112 | [ 6 ] |

### Campeonato Británico de Superbikes

#### Carreras Por Año
| Año  | Categoría | Moto   | 1    | 1    | 2   | 2   | 3    | 3    | 4   | 4   | 5   | 5   | 6   | 6   | 7   | 7   | 8    | 8    | 8    | 9   | 9   | 10  | 10  | 11  | 11  | 12  | 12  | 12  | 13  | 13  | Pos | Pts   | Ref   |
| 2007 | BSB       | Honda  | BHGP | BHGP | THR | THR | SIL  | SIL  | OUL | OUL | SNE | SNE | MOP | MOP | KNO | KNO | OUL  | OUL  | OUL  | MAL | MAL | CRO | CRO | CAD | CAD | DON | DON | DON | BHI | BHI | 8.º | 199   | [ 7 ] |
| 2007 | BSB       | Honda  | R1   | R2   | R1  | R2  | R1   | R2   | R1  | R2  | R1  | R2  | R1  | R2  | R1  | R2  | R1   | R2   | R3   | R1  | R2  | R1  | R2  | R1  | R2  | R1  | R2  | R3  | R1  | R2  | 8.º | 199   | [ 7 ] |
| ---- | --------- | ------ | ---- | ---- | --- | --- | ---- | ---- | --- | --- | --- | --- | --- | --- | --- | --- | ---- | ---- | ---- | --- | --- | --- | --- | --- | --- | --- | --- | --- | --- | --- | --- | ----- | ----- |
| 2007 | BSB       | Honda  | 2    | 3    | 2   | 5   | 4    | Ret  | 8   | 8   | 5   | 6   | 7   | 6   | Ret | 7   | 6    | 5    |      | 8   | 11  | 7   | 5   | Ret | Ret |     |     |     |     |     | 8.º | 199   | [ 7 ] |
| 2008 | BSB       | Ducati | THR  | THR  | OUL | OUL | BHGP | BHGP | DON | DON | SNE | SNE | MAL | MAL | OUL | OUL | KNO  | KNO  | KNO  | CAD | CAD | CRO | CRO | SIL | SIL | BHI | BHI | BHI |     |     | 5.º | 306   | [ 8 ] |
| 2008 | BSB       | Ducati | R1   | R2   | R1  | R2  | R1   | R2   | R1  | R2  | R1  | R2  | R1  | R2  | R1  | R2  | R1   | R2   | R3   | R1  | R2  | R1  | R2  | R1  | R2  | R1  | R2  | R3  |     |     | 5.º | 306   | [ 8 ] |
| 2008 | BSB       | Ducati | 5    | 4    | 3   | 3   | 5    | 3    | 5   | 4   | 1   | 2   | Ret | 8   | DNS | DNS | 5    | 8    |      | 4   | 4   | 1   | 5   | 1   | 4   | 5   | 3   |     |     |     | 5.º | 306   | [ 8 ] |
| 2009 | BSB       | Yamaha | BHI  | BHI  | OUL | OUL | DON  | DON  | THR | THR | SNE | SNE | KNO | KNO | MAL | MAL | BHGP | BHGP | BHGP | CAD | CAD | CRO | CRO | SIL | SIL | OUL | OUL | OUL |     |     | 1.º | 549.5 | [ 9 ] |
| 2009 | BSB       | Yamaha | R1   | R2   | R1  | R2  | R1   | R2   | R1  | R2  | R1  | R2  | R1  | R2  | R1  | R2  | R1   | R2   | R3   | R1  | R2  | R1  | R2  | R1  | R2  | R1  | R2  | R3  |     |     | 1.º | 549.5 | [ 9 ] |
| 2009 | BSB       | Yamaha | 4    | 1    | 1   | 1   | 1    | 12   | 1   | 1   | 1   | 1   | 1   | 1   | 2   | 1   | 1    | 1    | 1    | 1   | DSQ | 6   | 1   | 1   | 2   | 2   | 1   | 1   |     |     | 1.º | 549.5 | [ 9 ] |

### Campeonato del Mundo de Motociclismo

#### Por temporada
| Temp. | Cat.   | Moto    | Equipo                    | Carreras | Victorias | Podios | Poles | V.Rap. | Pts | Pos  |
| ----- | ------ | ------- | ------------------------- | -------- | --------- | ------ | ----- | ------ | --- | ---- |
| 2002  | 125cc  | Italjet | Italjet Racing Service    | 3        | 0         | 0      | 0     | 0      | 0   | NC   |
| 2003  | 125cc  | Honda   | Metasystem Racing Service | 9        | 0         | 0      | 0     | 0      | 0   | NC   |
| 2014  | MotoGP | Honda   | Drive M7 SIC              | 4        | 0         | 0      | 0     | 0      | 1   | 27th |
| Total |        |         |                           | 16       | 0         | 0      | 0     | 0      | 1   |      |

#### Carreras por año
(Carreras en negrita indica pole position, carreras en cursiva indica vuelta rápida)
| Año  | Clase  | Moto    | 1      | 2       | 3      | 4      | 5      | 6      | 7       | 8       | 9      | 10      | 11     | 12     | 13     | 14  | 15  | 16  | 17  | 18  | Pos. | Pts |
| ---- | ------ | ------- | ------ | ------- | ------ | ------ | ------ | ------ | ------- | ------- | ------ | ------- | ------ | ------ | ------ | --- | --- | --- | --- | --- | ---- | --- |
| 2002 | 125cc  | Italjet | JPN    | RSA     | SPA    | FRA    | ITA    | CAT 24 | NED 28  | GBR 24  | GER    | CZE     | POR    | BRA    | PAC    | MAL | AUS | VAL |     |     | NC   | 0   |
| 2003 | 125cc  | Honda   | JPN 26 | RSA Ret | SPA 30 | FRA 24 | ITA 30 | CAT 27 | NED Ret | GBR Ret | GER 23 | CZE     | POR    | BRA    | PAC    | MAL | AUS | VAL |     |     | NC   | 0   |
| 2014 | MotoGP | Honda   | QAT    | AME     | ARG    | SPA    | FRA    | ITA    | CAT     | NED     | GER    | IND Ret | CZE 15 | GBR 16 | RSM 16 | ARA | JPN | AUS | MAL | VAL | 27th | 1   |

### Campeonato Mundial de Supersport

#### Carreras por año
(Carreras en negrita indica pole position, carreras en cursiva indica vuelta rápida)
| Año  | Moto  | 1   | 2   | 3   | 4   | 5   | 6   | 7   | 8      | 9   | 10  | 11  | 12  | Pos. | Pts |
| ---- | ----- | --- | --- | --- | --- | --- | --- | --- | ------ | --- | --- | --- | --- | ---- | --- |
| 2006 | Honda | QAT | AUS | SPA | ITA | EUR | SMR | CZE | GBR 10 | NED | GER | ITA | FRA | 32nd | 6   |

### Campeonato Mundial de Superbikes

#### Por temporada
| Temp. | Moto                 | Equipo                              | Carreras | Victorias | Podios | Poles | V.Ráp. | Pts    | Pos   |
| ----- | -------------------- | ----------------------------------- | -------- | --------- | ------ | ----- | ------ | ------ | ----- |
| 2009  | Yamaha YZF-R1        | Airwaves Yamaha                     | 2        | 0         | 0      | 0     | 0      | 32     | 20.º  |
| 2009  | Aprilia RSV4 Factory | Aprilia Racing                      | 4        | 0         | 0      | 0     | 0      | 32     | 20.º  |
| 2010  | Aprilia RSV4 1000    | Aprilia Alitalia Racing             | 20       | 0         | 3      | 0     | 0      | 164    | 12.º  |
| 2011  | Aprilia RSV4 1000    | Aprilia Alitalia Racing Team        | 26       | 0         | 4      | 0     | 1      | 208    | 7.º   |
| 2012  | Suzuki GSX-R1000     | Crescent Fixi Suzuki                | 27       | 0         | 1      | 0     | 0      | 115.5  | 14.º  |
| 2013  | Suzuki GSX-R1000     | Fixi Crescent Suzuki                | 18       | 0         | 1      | 0     | 0      | 132    | 11.º  |
| 2014  | BMW S1000RR          | BMW Motorrad Italia SBK             | 8        | 0         | 0      | 0     | 0      | 37     | 16.º  |
| 2014  | MV Agusta F4 RR      | MV Agusta Reparto Corse             | 2        | 0         | 0      | 0     | 0      | 37     | 16.º  |
| 2015  | MV Agusta 1000 F4    | MV Agusta Reparto Corse             | 26       | 0         | 0      | 0     | 0      | 89     | 13.º  |
| 2016  | MV Agusta 1000 F4    | MV Agusta Reparto Corse             | 25       | 0         | 0      | 0     | 0      | 168    | 8.º   |
| 2017  | MV Agusta 1000 F4    | MV Agusta Reparto Corse             | 24       | 0         | 0      | 0     | 0      | 154    | 8.º   |
| 2018  | Honda CBR1000RR      | Red Bull Honda World Superbike Team | 20       | 0         | 0      | 0     | 0      | 108    | 12.º  |
| 2019  | Honda CBR1000RR      | Moriwaki-Althea HONDA Racing Team   | 13       | 0         | 0      | 0     | 0      | 42*    | 17.º* |
| Total |                      |                                     | 216      | 0         | 9      | 0     | 1      | 1249.5 |       |

- * Temporada en curso.

#### Carreras por año
(Carreras en negrita indica pole position, carreras en cursiva indica vuelta rápida)
| Año  | Marca     | 1      | 1       | 2       | 2       | 3       | 3       | 4      | 4       | 5       | 5       | 6      | 6       | 7       | 7       | 8       | 8       | 9       | 9       | 10      | 10      | 11      | 11      | 12     | 12      | 13      | 13      | 14      | 14     | Pos. | Pts   |
| Año  | Marca     | R1     | R2      | R1      | R2      | R1      | R2      | R1     | R2      | R1      | R2      | R1     | R2      | R1      | R2      | R1      | R2      | R1      | R2      | R1      | R2      | R1      | R2      | R1     | R2      | R1      | R2      | R1      | R2     | Pos. | Pts   |
| ---- | --------- | ------ | ------- | ------- | ------- | ------- | ------- | ------ | ------- | ------- | ------- | ------ | ------- | ------- | ------- | ------- | ------- | ------- | ------- | ------- | ------- | ------- | ------- | ------ | ------- | ------- | ------- | ------- | ------ | ---- | ----- |
| 2009 | Yamaha    | AUS    | AUS     | QAT     | QAT     | SPA     | SPA     | NED    | NED     | ITA     | ITA     | RSA    | RSA     | USA     | USA     | SMR     | SMR     | GBR 13  | GBR 6   |         |         |         |         |        |         |         |         |         |        | 20th | 32    |
| 2009 | Aprilia   |        |         |         |         |         |         |        |         |         |         |        |         |         |         |         |         |         |         | CZE     | CZE     | GER     | GER     | ITA    | ITA     | FRA Ret | FRA Ret | POR 6   | POR 7  | 20th | 32    |
| 2010 | Aprilia   | AUS 11 | AUS 11  | POR 5   | POR 5   | SPA Ret | SPA Ret | NED 3  | NED Ret | ITA 5   | ITA 4   | RSA 6  | RSA Ret | USA 4   | USA 2   | SMR 6   | SMR 11  | CZE Ret | CZE 8   | GBR 6   | GBR 3   | GER DNS | GER DNS | ITA    | ITA     | FRA     | FRA     |         |        | 12th | 164   |
| 2011 | Aprilia   | AUS 13 | AUS 6   | EUR 8   | EUR 3   | NED Ret | NED 4   | ITA 8  | ITA Ret | USA 4   | USA 2   | SMR 6  | SMR Ret | SPA 3   | SPA 8   | CZE 7   | CZE Ret | GBR 15  | GBR 5   | GER 8   | GER Ret | ITA 15  | ITA 3   | FRA 4  | FRA 6   | POR 12  | POR 6   |         |        | 7th  | 208   |
| 2012 | Suzuki    | AUS 17 | AUS 12  | ITA Ret | ITA 8   | NED Ret | NED 14  | ITA C  | ITA 15  | EUR 9   | EUR 4   | USA 13 | USA 11  | SMR 10  | SMR 15  | SPA 9   | SPA Ret | CZE 14  | CZE 9   | GBR Ret | GBR Ret | RUS 15  | RUS 5   | GER 5  | GER 3   | POR 11  | POR Ret | FRA Ret | FRA 10 | 14th | 115.5 |
| 2013 | Suzuki    | AUS 9  | AUS 9   | SPA DNS | SPA DNS | NED 9   | NED 7   | ITA 9  | ITA 7   | GBR Ret | GBR 13  | POR 4  | POR Ret | ITA 7   | ITA 7   | RUS 9   | RUS C   | GBR 3   | GBR 5   | GER Ret | GER DNS | TUR DNS | TUR DNS | USA    | USA     | FRA     | FRA     | SPA 8   | SPA 6  | 11th | 132   |
| 2014 | BMW       | AUS    | AUS     | SPA 12  | SPA 12  | NED 13  | NED Ret | ITA 11 | ITA 12  | GBR DNS | GBR DNS | MAL 10 | MAL 12  | SMR     | SMR     | POR     | POR     |         |         |         |         |         |         |        |         |         |         |         |        | 16th | 37    |
| 2014 | MV Agusta |        |         |         |         |         |         |        |         |         |         |        |         |         |         |         |         | USA 15  | USA 10  | SPA     | SPA     | FRA     | FRA     | QAT    | QAT     |         |         |         |        | 16th | 37    |
| 2015 | MV Agusta | AUS 10 | AUS 8   | THA Ret | THA Ret | SPA 10  | SPA 15  | NED 10 | NED 10  | ITA Ret | ITA Ret | GBR 9  | GBR Ret | POR Ret | POR Ret | SMR 13  | SMR 16  | USA 10  | USA 10  | MAL 13  | MAL 12  | SPA 9   | SPA 8   | FRA 5  | FRA 15  | QAT Ret | QAT Ret |         |        | 13th | 89    |
| 2016 | MV Agusta | AUS 7  | AUS Ret | THA 11  | THA 11  | SPA Ret | SPA 16  | NED 4  | NED 9   | ITA 6   | ITA 5   | MAL 10 | MAL 9   | GBR 4   | GBR 5   | ITA 8   | ITA Ret | USA 11  | USA DNS | GER 5   | GER 4   | FRA 7   | FRA 4   | SPA 7  | SPA Ret | QAT 18  | QAT 13  |         |        | 8th  | 168   |
| 2017 | MV Agusta | AUS 5  | AUS 8   | THA 8   | THA Ret | SPA 11  | SPA 10  | NED 10 | NED 6   | ITA 6   | ITA Ret | GBR 6  | GBR 6   | ITA 11  | ITA Ret | USA 6   | USA Ret | GER 5   | GER 6   | POR 4   | POR Ret | FRA 4   | FRA Ret | SPA 12 | SPA 12  | QAT 9   | QAT 9   |         |        | 8.º  | 168   |
| 2018 | Honda     | AUS 7  | AUS 6   | THA 4   | THA 6   | SPA Ret | SPA DNS | NED    | NED     | ITA WD  | ITA WD  | GBR 10 | GBR 8   | CZE 9   | CZE 7   | USA Ret | USA 13  | ITA 9   | ITA 10  | POR Ret | POR 14  | FRA 11  | FRA 9   | ARG 10 | ARG Ret | QAT Ret | QAT C   |         |        | 12.º | 108   |

| Año  | Marca | 1       | 1      | 1      | 2      | 2      | 2       | 3      | 3      | 3      | 4      | 4     | 4      | 5       | 5       | 5     | 6   | 6   | 6   | 7   | 7   | 7   | 8   | 8   | 8   | 9   | 9   | 9   | 10  | 10  | 10  | 11    | 11     | 11    | 12  | 12  | 12  | 13  | 13  | 13  | Pos.  | Pts |
| Año  | Marca | R1      | CS     | R2     | R1     | CS     | R2      | R1     | CS     | R2     | R1     | CS    | R2     | R1      | CS      | R2    | R1  | CS  | R2  | R1  | CS  | R2  | R1  | CS  | R2  | R1  | CS  | R2  | R1  | CS  | R2  | R1    | CS     | R2    | R1  | CS  | R2  | R1  | CS  | R2  | Pos.  | Pts |
| ---- | ----- | ------- | ------ | ------ | ------ | ------ | ------- | ------ | ------ | ------ | ------ | ----- | ------ | ------- | ------- | ----- | --- | --- | --- | --- | --- | --- | --- | --- | --- | --- | --- | --- | --- | --- | --- | ----- | ------ | ----- | --- | --- | --- | --- | --- | --- | ----- | --- |
| 2019 | Honda | AUS Ret | AUS 13 | AUS 10 | THA 13 | THA NC | THA DNS | SPA 11 | SPA 12 | SPA 13 | NED 11 | NED C | NED 12 | ITA DNS | ITA DNS | ITA C | SPA | SPA | SPA | ITA | ITA | ITA | GBR | GBR | GBR | USA | USA | USA | POR | POR | POR | FRA 7 | FRA 16 | FRA 9 | ARG | ARG | ARG | QAT | QAT | QAT | 17.º* | 42* |

- * Temporada en curso.